# Comic Sans
A Comic Sans egy digitális, Microsoft által kifejlesztett betűkép, amely képregények betűit próbálja utánozni. Vincent Connare tervezte 1994-ben és a Windows 95-től kezdve benne van a Windows verziókban (kezdetben mint pót-betűtípus a Microsoft Plus Pack-ban).
Grafikus tervezők serege próbálta megszüntetni a használatát, mondván, hogy egy nagyon rosszul megtervezett betűkép: a vízszintes és függőleges vonások egyforma vastagok, ezáltal eltűnik a kézírásos tulajdonsága.
Connare csak annyit hoz fel a védelmére, hogy ez eredetileg egy gyerekeknek készített betűkép.

## Lásd még
- Betűképek listája